# New Auburn (Wisconsin)
New Auburn – wieś w Stanach Zjednoczonych, w stanie Wisconsin, w hrabstwie Barron.